# Đulekare
Đulekare (cyr. Ђулекаре) – wieś w Serbii, w okręgu jablanickim, w gminie Medveđa. W 2011 roku liczyła 68 mieszkańców.